# St. Jakobus (Mastholte)
St. Jakobus der Ältere ist eine katholische Pfarrkirche im Rietberger Ortsteil Mastholte in Nordrhein-Westfalen, Deutschland. Die Kirche gehört zum Pastoralverbund Rietberg-Süd des Dekanats Rietberg-Wiedenbrück im Erzbistum Paderborn.

## Geschichte

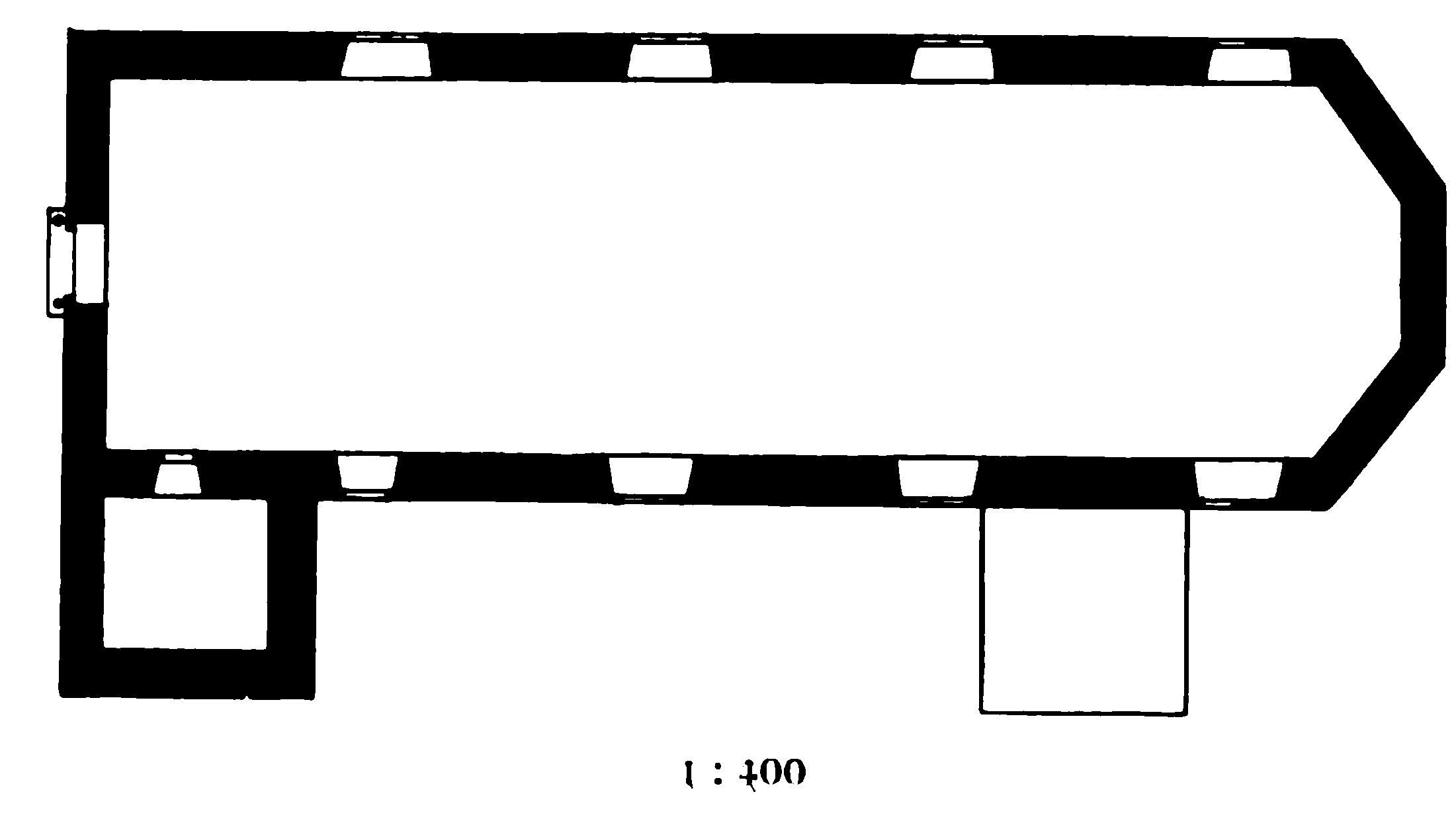
Grundriss vor dem Anbau des Seitenschiffs

Bereits für das 12. Jahrhundert ist für Mastholte eine Kapelle nachgewiesen, die von Wadersloh versorgt wurde und Antonius dem Einsiedler geweiht war. 1537 wurde die Grafschaft Rietberg evangelisch. 1601 wechselte Graf Johann III. wiederum zum katholischen Glauben. Als die Kapelle um 1650 baufällig wurde, entschieden sich die Grafen für einen Neubau der Kirche auf dem Gebiet der Bauerschaft und späteren Gemeinde Moese. 1653 wurde mit dessen Bau begonnen, 1656 wurde der erste Gottesdienst gefeiert. 1658 wurde die Kirche durch den Bischof von Osnabrück geweiht. Vom angrenzenden Turm wurde zunächst nur das Erdgeschoss errichtet. 1663 dachte man über die Aufstockung der Grundmauern nach. 1691 wurde der Turm fertiggestellt. In den Wänden konnten drei gotische Fenster der alten Mastholter Kapelle, die man 1673 abriss, eingebaut werden.
Die Glocken der Kirche wurden 1690 gegossen.
1857 wurde die flache Holzdecke des Saalbaus durch Gewölbe ersetzt. 

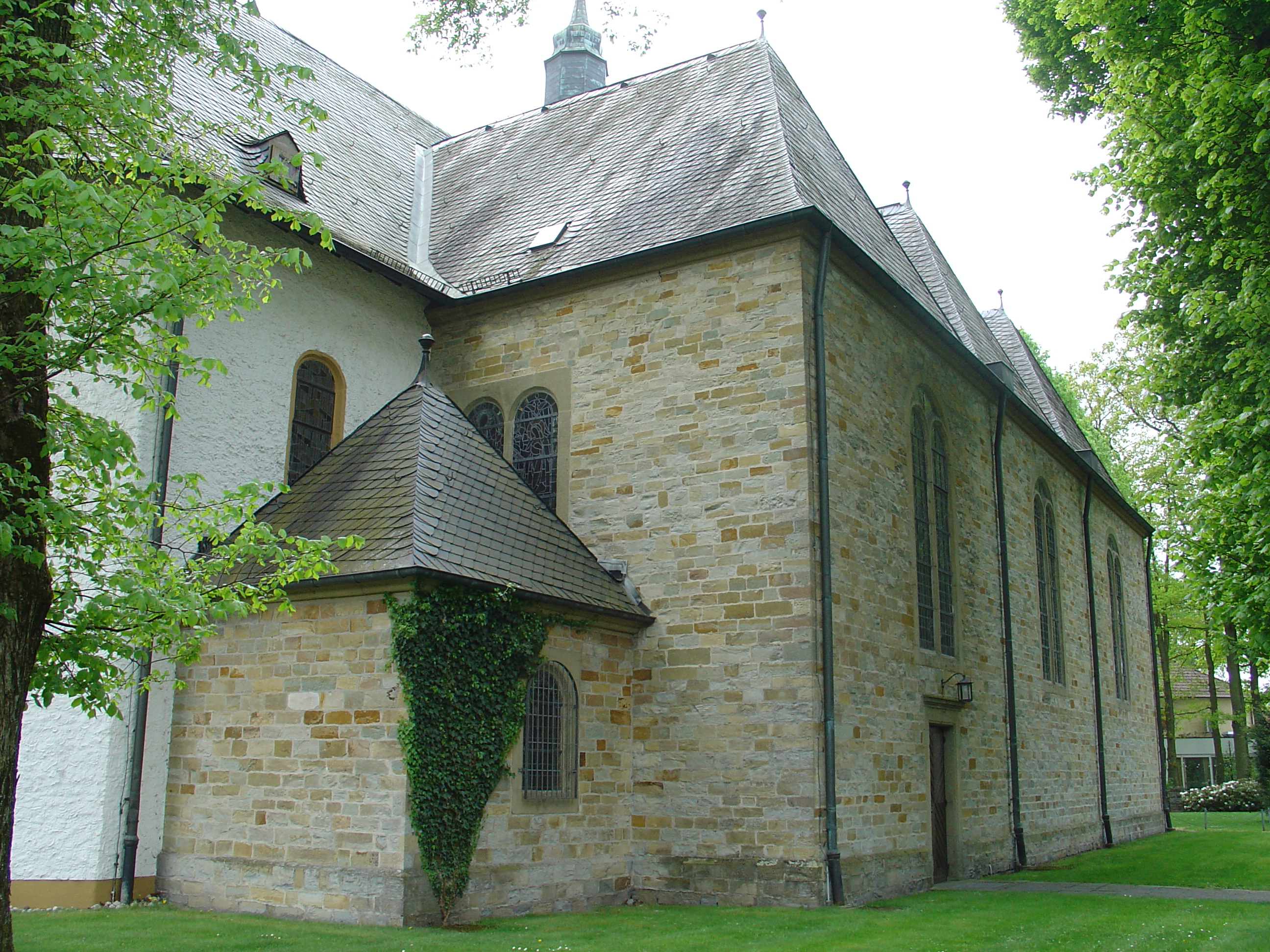
Das Seitenschiff wurde 1905 angebaut

Zu Beginn des 20. Jahrhunderts war die Pfarrkirche für die Gemeinde zu klein, und man baute 1905 ein Seitenschiff an. Ein zweites Seitenschiff war geplant, wurde aber wegen des Ersten Weltkrieges nicht gebaut.
Während dieses Krieges wurden 1917 die Glocken der St. Jakobusgemeinde eingezogen und eingeschmolzen. 1920 wurden neue Glocken angeschafft, die im März 1921 geweiht wurden. Zwei dieser Glocken wurden auch im Zweiten Weltkrieg eingezogen und zu Munition verarbeitet. 1949 wurden wiederum neue Glocken bestellt. Eine der Glocken von 1921 ist noch erhalten. Im Erdgeschoss des Turmes wurde zwischen 1946 und 1949 eine Gefallenen-Kapelle eingerichtet.

## Messdiener
Die Messdiener von St. Jakobus Mastholte sind eine aus knapp 140 Kindern und Leitern bestehende Messdienergemeinschaft. Neben dem üblichen Dienst am Altar gibt es die wöchentlichen Gruppenstunden. Die Gruppen setzten sich aus den jeweiligen Jahrgängen zusammen. Jede Gruppe hat feste Leiter. Darüber hinaus gibt es jährlich einige große Aktionen. Diese bestehen aus der Sternsingeraktion dem Osterfeuer für den ganzen Ort Mastholte und dem Zeltlager an den drei Kanälen. Außerdem gibt es kleinere Aktionen wie die Weihnachtsfeier oder das Reibekuchen braten auf dem Jakobi-Markt und dem Erntekrone binden. 